# Epigelasma olsoufieffi
Epigelasma olsoufieffi là một loài bướm đêm trong họ Geometridae.